# St. Sixti (Badersleben)

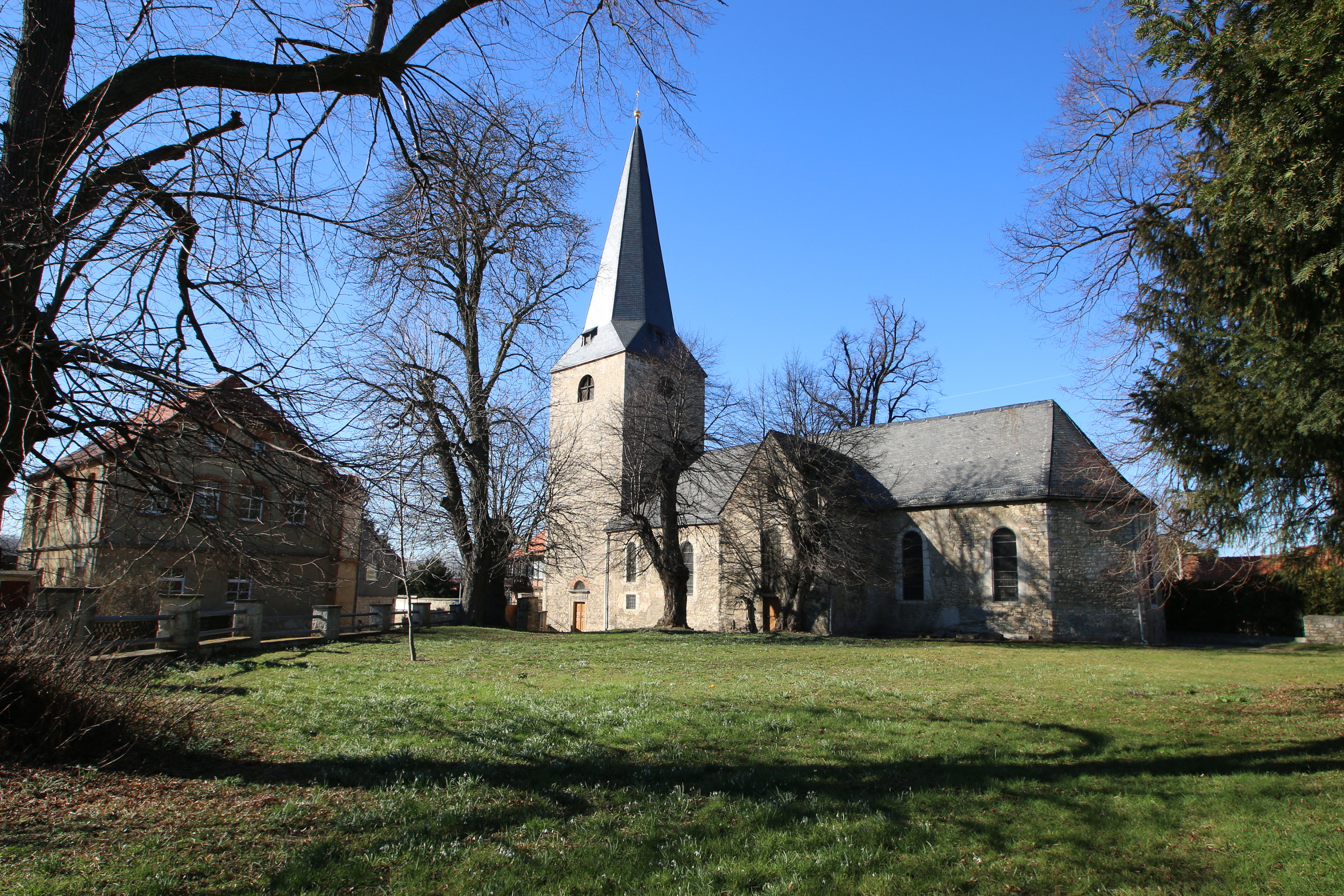
St. Sixti Badersleben

Die evangelische Dorfkirche St. Sixti ist eine im Kern mittelalterliche Saalkirche im Ortsteil Badersleben von Huy im Landkreis Harz in Sachsen-Anhalt. Sie gehört zum Kirchspiel am Huy im Kirchenkreis Halberstadt der Evangelischen Kirche in Mitteldeutschland.

## Geschichte und Architektur
Das im Ursprung mittelalterliche Bauwerk wurde 1719 zu einer barocken Saalkirche mit dreiseitigem Chorschluss umgebaut. Vom spätromanischen Ursprungsbau ist der massige quadratische Westturm mit Spitzhelm erhalten. Etwa in der Mitte des langgestreckten Schiffs sind auf Nord- und Südseite große Vorhallen angebaut, die zusammen mit dem Schiff eine kreuzförmige Anlage ergeben. Innen schließt eine hölzerne Flachtonne mit aufgelegten Rippen den Raum ab. Eine hölzerne Empore ist im Westen und eine zweigeschossige Empore im Norden eingebaut.

## Ausstattung
Das Hauptstück der Ausstattung ist ein Altaraufsatz aus dem Jahr 1743, der aus einem großen geschnitzten Säulenaufbau mit seitlichen Durchgängen besteht. Im Mittelteil ist eine plastische Kreuzigungsgruppe angeordnet, flankiert von marmorierten korinthischen Säulenpaaren und großen Standfiguren, Moses und Aaron, Petrus und Paulus. In der Altarabschrankung befinden sich das Lesepult und Engelsfiguren. Gleichzeitig wurde die geschnitzte Kanzel geschaffen.
Ein Pfarrerbildnis erinnert an F. Delius († 1706), die Farbglasfenster mit Ölbergszene wurden von der Firma Ferdinand Müller, Quedlinburg im Jahr 1907 geliefert.

## Orgel
Der barocke Orgelprospekt ist datiert auf das Jahr 1757. In ihm ist König David dargestellt, die Pfeifentürme sind mit stark verkröpftem Gebälk und Akanthusschleierwerk geschmückt und von zwei Vasen und zwei Engeln bekrönt.
Die heutige Orgel ist ein Werk aus der Zeit um 1870 der Firma Schulze (Paulinzella) mit 25 Registern auf zwei Manualen und Pedal. Nach umfangreichen Wiederherstellungsarbeiten wurde die Orgel im September 2021 wiedergeweiht.
Die Disposition lautet:
| I Hauptwerk C–f3 |       |  |
| Bordun           | 16′   |  |
| Principal        | 8′    |  |
| Hohlflöte        | 8′    |  |
| Bordun           | 8′    |  |
| Viola di Gamba   | 8′    |  |
| Octave           | 4′    |  |
| Hohlflöte        | 4′    |  |
| Quinte           | 2 ⁄3′ |  |
| Octave           | 2′    |  |
| Mixtur V         | 2′    |  |
| Cornett          | 4′    |  |

| II Oberwerk C–f3 |                |  |
| Geigenprincipal  | 8′             |  |
| Salicional       | 8′             |  |
| Gedackt          | 8′             |  |
| Octave           | 4′             |  |
| Rohrflöte        | 4′             |  |
| Octave           | 2′             |  |
| Sifflöte         | 1′             |  |
| Terzian II       | 1 3⁄5′ + 1 ⁄3′ |  |
| Mixtur III       | 2′             |  |

| Pedal C–d1   |     |  |
| Subbaß       | 16′ |  |
| Principalbaß | 8′  |  |
| Gedacktbaß   | 8′  |  |
| Choralbaß    | 4′  |  |
| Posaune      | 16′ |  |

- Koppeln: Normalkoppeln, II/I, I/P
- Spielhilfen: Sperrventil zum Hauptwerk, Sperrventil zum Oberwerk, Sperrventil zum Pedal, Pedalverschluß, Calcanten-Glocke